# ピュイセルシ
ピュイセルシ （Puycelsi、オック語:Puègcèlsi）は、フランス、オクシタニー地域圏、タルヌ県のコミューン。旧名はピュイセルシ＝アン＝アルビジョワ（Puicelcy-en-Albigeois）。

## 地理

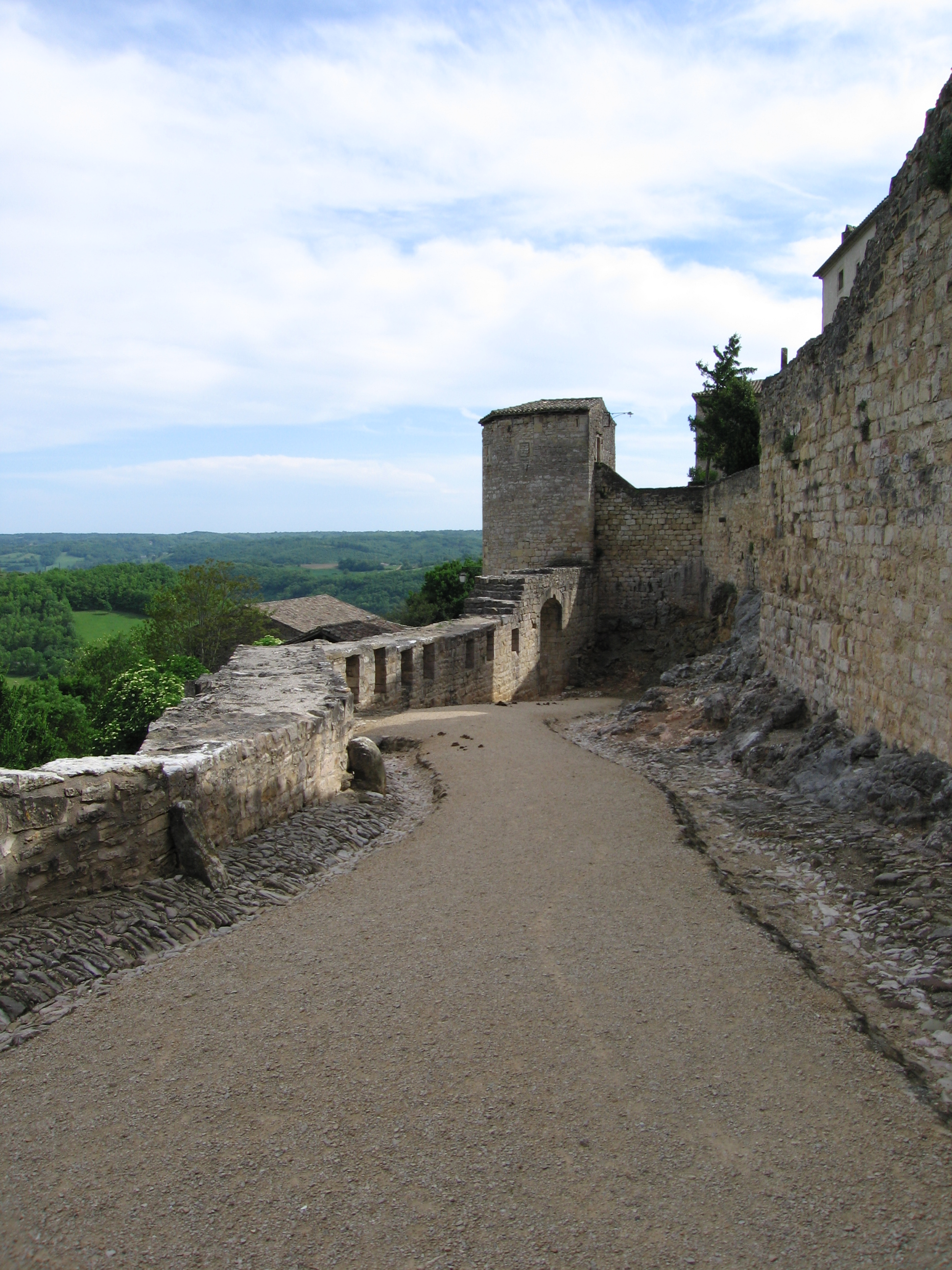
イリスー門と監獄塔

村は、ヴェール川谷を見下ろす150mの高さの岩の露頭の上に腰かけている。グレシニェの森に近い。コミューンをテスクネ川が流れる。

## 由来
1259年には、podio celsoの名であったことが証明されている。この地名は純粋なラテン語源である。podiumは『高い土地、丘』を指し、puyやpé、pech、puechは、地方を意味している。第二要素のcelsusは『標高が高い』ことを意味する。Puycelsiはゆえに『高くそびえる丘』となる。

## 歴史

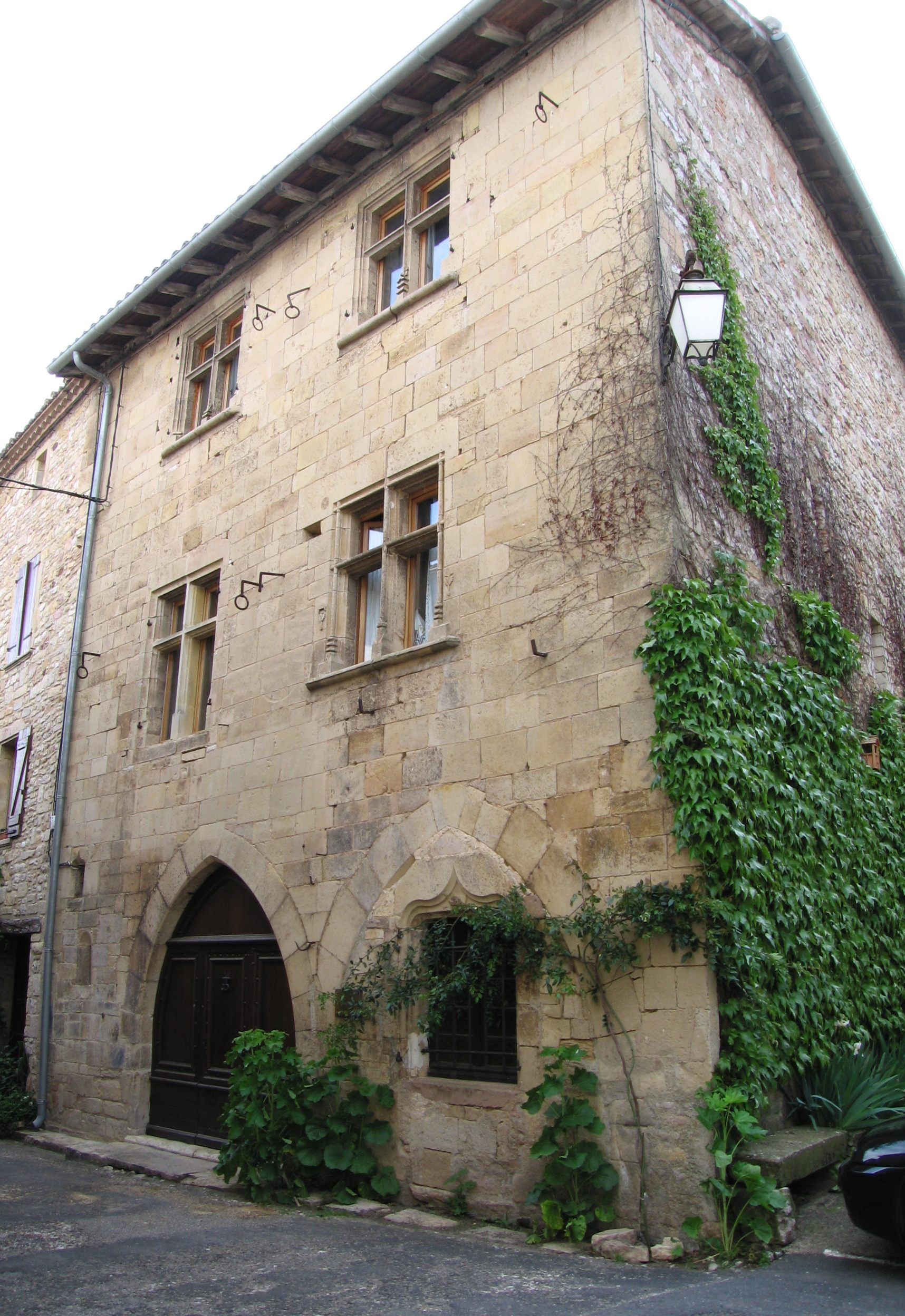
ルネサンス期の住宅

町は先史時代の定住地近くに、10世紀、オーリヤック修道院のベネディクト会派修道士たちによってつくられた。交通の要所にあるため幾度も包囲戦の舞台となり、特にアルビジョワ十字軍においてはシモン4世・ド・モンフォールが包囲した。ピュイセルシの城は1229年のモー条約によって解体された。城の跡地は1830年に一掃され、現在のグラン・サン・ロック広場となっている。
町は1320年にも、羊飼い十字軍（en）が包囲し、百年戦争中の1386年にはイングランド軍が包囲した。ピュイセルシは武力で攻略されたことはなかった。
1791年、サン・ナゼール・ド・ラロック、サン・マルタン・デュルバン、ノートル・ダム・ド・メスプの住民と教区民は、ピュイセルシから分離して新たなコミューン、ラロックをつくった。コミューンの中心であるピュイセルシ村落は、1850年までほぼ800人の人口をもって栄えていた。コミューンとしてのピュイセルシは複数の集落から構成され、古くは教区であったラヴァル、サント・カトリーヌ、ラカペル、サン・ジュリアンからなり、コミューンの総人口は2450人であった。第一次世界大戦と、2度の世界大戦の戦間期に起きた農村部からの人口流出で、コミューンは活気を失った。1950年代には全くすたれてしまい、1960年代に水道の恩恵を受けたのみだった。コミューンが回復の傾向を見せるのは、ピュイセルシの住宅のほとんどを住めるほどに修復した、別荘住民たちによってであった。
アルジェリア独立戦争の終盤、フランスに協力したアルキたちとその家族を住まわせるための住宅地が1962年から建設された。住宅地はラ・ジャナド地区と呼ばれた。その後、ラ・ジャナドは休暇用の集落に変わり、現在は定住者の住宅地である。
現在、ピュイセルシの村の定住人口には、全体の30％にあたる98人の外国人（イギリス、ベルギー、オランダ、カナダなど）が含まれる。

## 人口統計
| 1962年 | 1968年 | 1975年 | 1982年 | 1990年 | 1999年 | 2009年 | 2014年 |
| ------ | ------ | ------ | ------ | ------ | ------ | ------ | ------ |
| 503    | 535    | 480    | 442    | 453    | 495    | 488    | 563    |

参照元:1962年から1999年までは複数コミューンに住所登録をする者の重複分を除いたもの。それ以降は当該コミューンの人口統計によるもの。1999年までEHESS/Cassini、2006年以降INSEE。

## 史跡
- 14世紀の城壁跡 - イリスー門は二重の防衛設備となっている。
- 15世紀の知事のシャトー
- タンプリエ（テンプル騎士団騎士の意味）と呼ばれる、サン・ジャム礼拝堂
- ゴシック様式のサン・コルネイユ教会

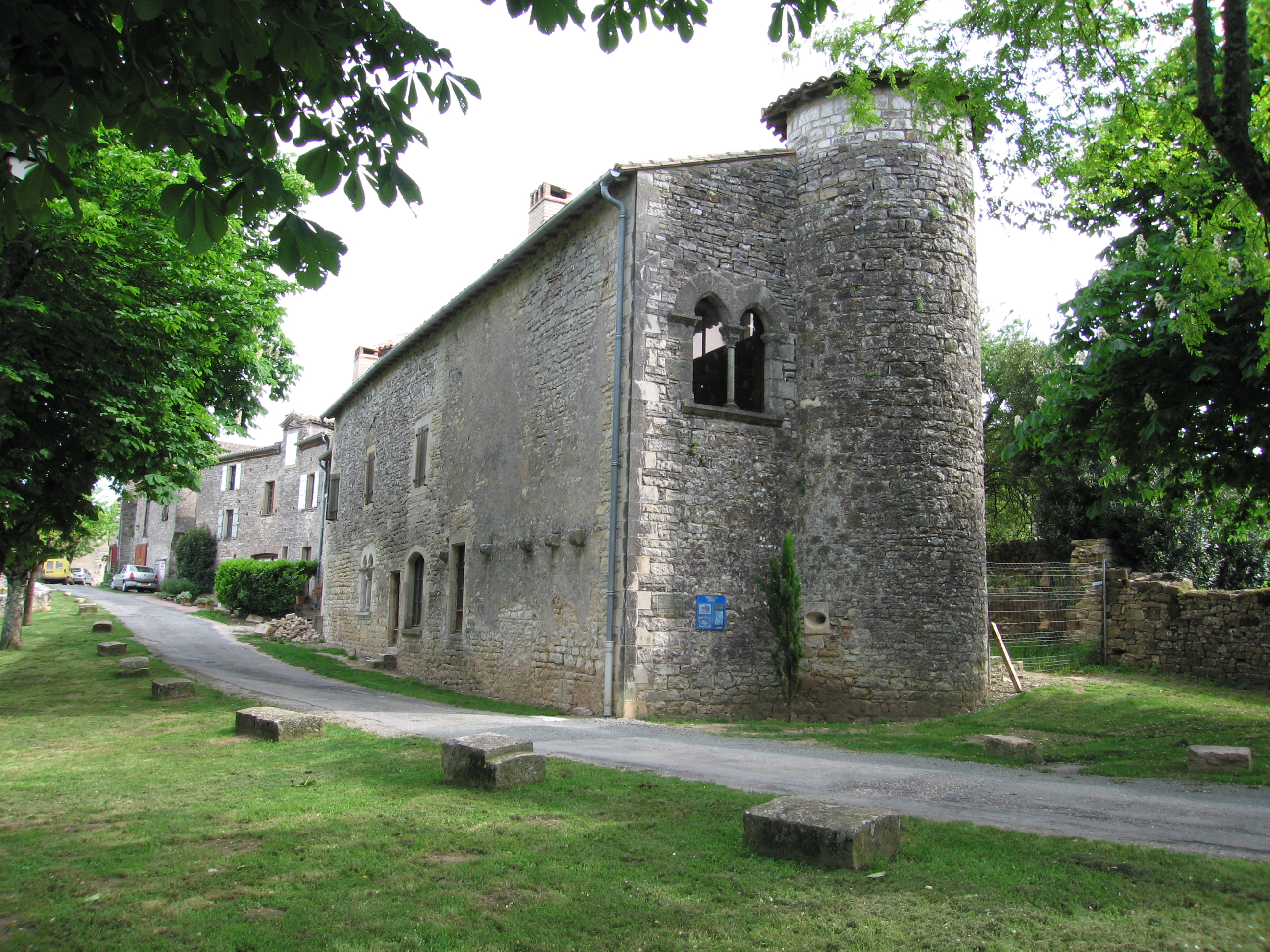
知事のシャトー
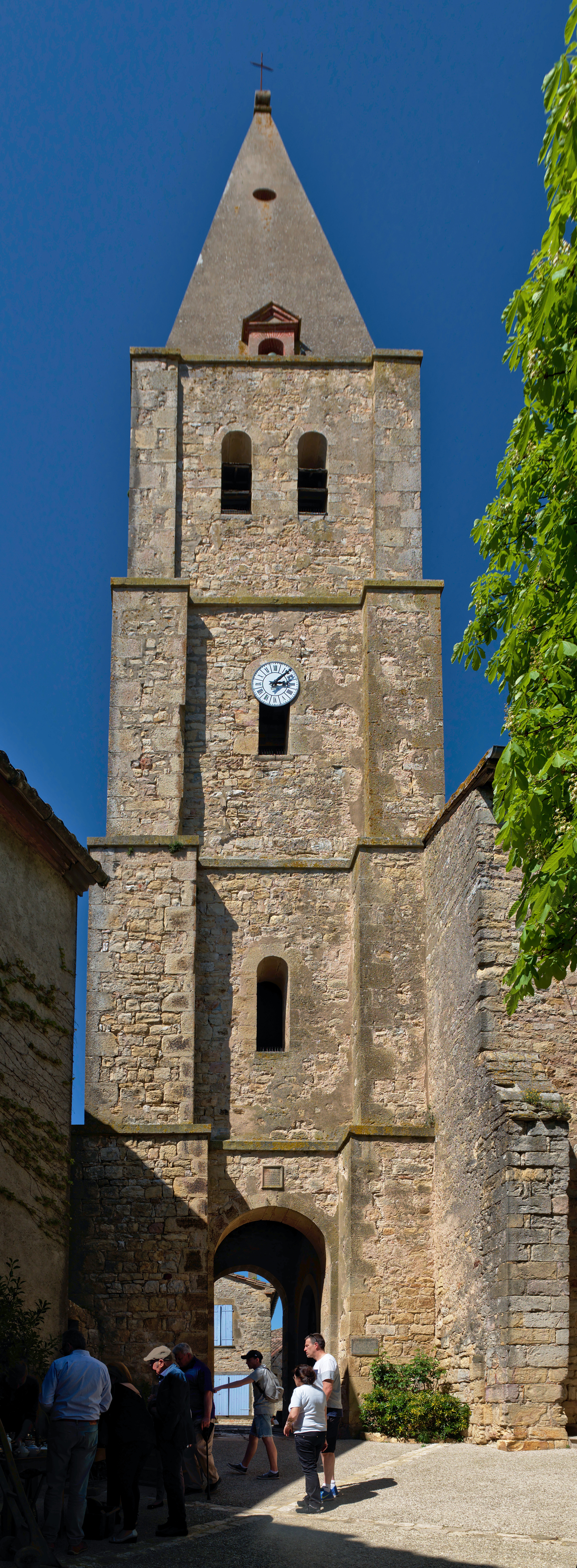
サン・コルネイユ教会
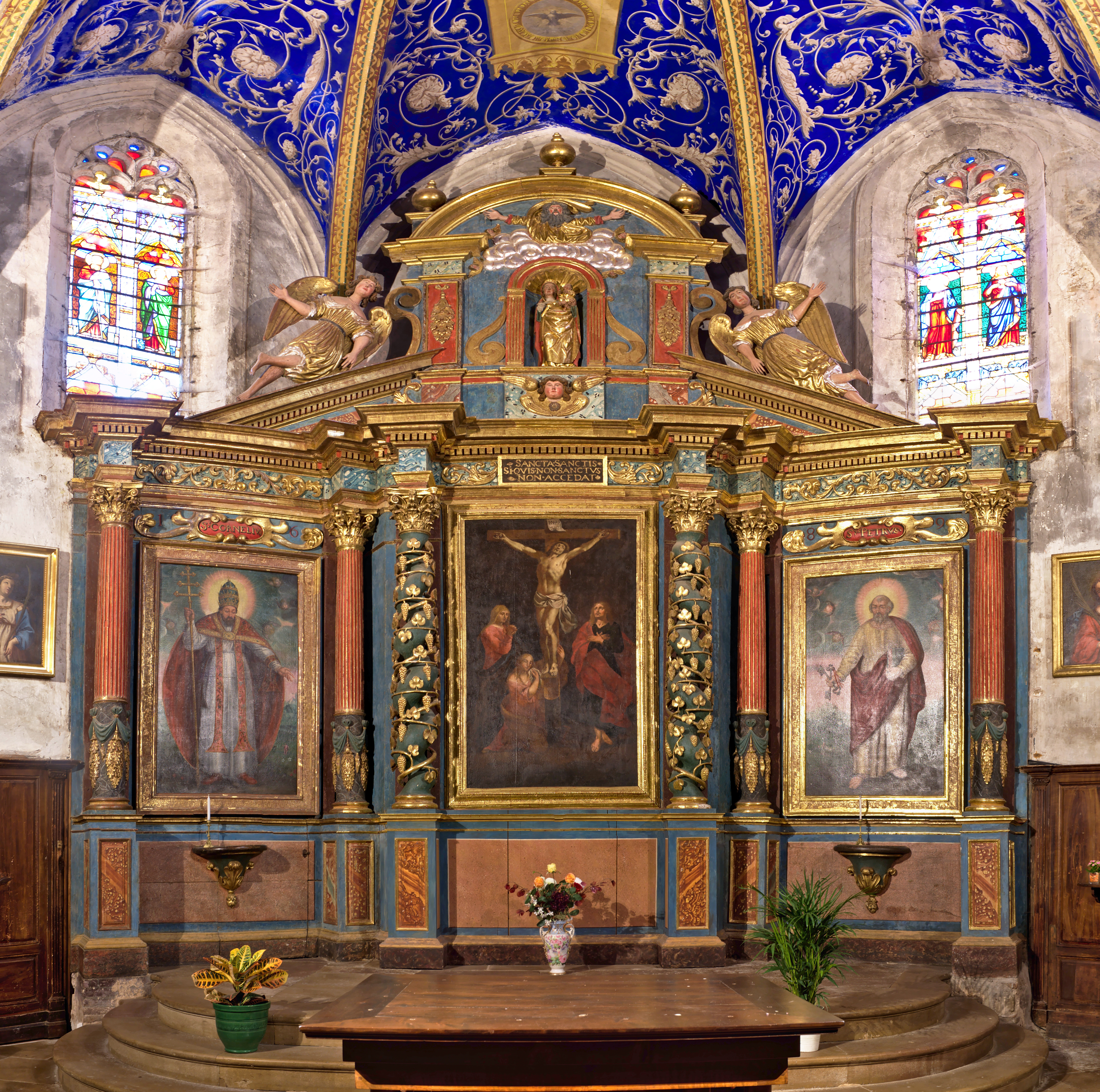
サン・コルネイユ教会の祭壇